# تور إتش. بيدرسن
تور إتش. بيدرسن (بالنرويجية البوكمول: Tor H. Pedersen)‏ هو لاعب كرة قدم نرويجي في مركز الدفاع، ولد في 14 فبراير 1964 في ترومسو في النرويج. شارك مع منتخب النرويج لكرة القدم. أما مع النوادي، فقد لعب مع ترومسو إيدريتسلاغ.

## وصلات خارجية
- تور إتش. بيدرسن على موقع اتحاد النرويج (النرويجية)
- تور إتش. بيدرسن على موقع قاعدة بيانات كرة القدم.إي يو (الإنجليزية)